# سیترسدورف
سیترسدورف (به آلمانی: Sittersdorf) یک شهر در اتریش است که در Völkermarkt District واقع شده‌است. سیترسدورف ۲٬۱۲۷ نفر جمعیت دارد.